# Psyche taiwana
Psyche taiwana är en fjärilsart som beskrevs av Alfred Ernest Wileman och South 1917. Psyche taiwana ingår i släktet Psyche och familjen säckspinnare. Inga underarter finns listade.